# جکی کرفورد
جکی کرفورد (به انگلیسی: Jackie Crawford) بازیکن فوتبال زادهٔ ۲۶ سپتامبر ۱۸۹۶ اهل انگلستان بود که سابقهٔ بازی در تیم ملی فوتبال انگلستان را در کارنامهٔ خود دارد. وی در تاریخ ۲۸ مارس ۱۹۳۱ تنها بازی ملی خود را در مقابل تیم ملی فوتبال اسکاتلند انجام داد.